# Кровь волка (фильм, 1925)
Кровь Волка (англ. Wolf Blood) — немой чёрно-белый фильм, созданный режиссёром Джорджем Чесэбро, он же снимался в главной роли. Это также самый старый фильм о оборотнях, сохранившийся до наших дней. Фильм вышел в прокат 16 декабря 1925 года.
Распространена ложная версия, что данный фильм является самым первым фильмом о оборотнях, однако первый фильм был снят в 1913 году и ныне не сохранился. См. Оборотень.

## Сюжет
История начинается с Дика Баннистера, крупного владельца канадской компании лесорубов, у которого завязался конфликт с консолидированной компанией пиломатериалов, а также её главным соперником. В результате борьба между компаниями доходит до кровавой бойни (частной войны). Однажды Дик вместе с мисс Эдит Форд и её врачом отправляется проверить состояние в лагеря лесорубов (принадлежащий ему). Там на него нападают наёмные-убийцы из другой компании и оставляют умирать. Дик теряет слишком много крови и нуждается в срочном переливании, но подходящего донора не находится и врач решается на безрассудный поступок, а именно переливание крови волка. После этого с Диком начали происходить странности. Его движения и реакция стали быстрее. По ночам ему снилось, как он живёт с волками, фантомами-покровителями, и те безжалостно убивают соперников его компании, но позже сон стал явью. Отныне Дик одержим волчьими духами и по ночам начинает вести кровавую охоту на соперников компании.

## В главных ролях
- Джордж Чесэбро — Дик Баннистер.
- Маргарита Клейтон — мисс Эдит Форд, владелец компании Logging Ford.
- Рей Хэнфорд — доктор, Евгений Хортон, жених Эдит.
- Рой Уотсон — Жюль Дэверукс, владелец консолидированной Компани Ламбер.
- Милберн Моранте — Жак Лебек, известный контрабандист.
- Фрэнк Кларк — охранник лесов компании Logging Ford. Алкоголик.
- Джек Косгрейв — дядя Эдит и его менеджер.

## Создание
Фильм упоминается в ряде книг, как первый в истории фильм о оборотнях. Был создан в эпоху немого кино, поэтому специальная музыка к фильму отсутствует. Фильм на данный момент бесплатно доступен для просмотра в интернете, а также в DVD издании с другим старым фильмом Замок с привидениями (1921). Фильм также показывали в фестивале "Театр Чиллер" и Срок защиты прав на копирования истёк в 1954 году.